# Lijst van heren en vrouwen van Piershil
De heerlijkheid Piershil wisselt door erfopvolging en verkoop vaak van eigenaar.
- 1525 Frederik van Renesse
- 1538 Johan van Renesse
- 1567 Willem van Renesse
- 1600 Anna van Rubempé
- 1604 René van Renesse
- 1611 Anna van Renesse
- 1611 Jan Lodewijksz. van Driel
- 1615 Johan van Hesse
- 1638 Johan Adolf van Hesse
- 1653 Abel van Hesse
- 1678 Johan Adolf van Hesse
- 1684 Gilles van Hesse
- 1721 Hendrik Pelt
- 1739 Hendrik Gevers
- 1761 Hillegonda Gevers
- 1762 Pieter Meerman
- 1762 Hillegonda Petronella Meerman
- 1762 Jacoba Catharina van Schoonhoven
- 1794 Hillegonda Petronella Meerman
- 1804 Daniel Pompejus Johannes van der Staal (1774-1858) erft de heerlijkheid van Piershil en noemt zich hierna Van der Staal van Piershil.
- 1858 Claudine Anne Adelaïde, Otheline Agathe, Agnes Charlotte Jeannette, Sophie Alexandrine, Othon Daniel, Jean Arthur Godert van der Staal
- 1892 Marie Alexandrine Otheline Caroline van Bylandt, Othon Daniel, Jean Arthur Godert van der Staal
- 1937 Marie Alexandrine Otheline Caroline van Bylandt
- 1968 M.A.O.C. Gravin van Bylandt Stichting